# Marcetta Darensbourg
Marcetta York Darensbourg (* 4. Mai 1942 in Artemus, Kentucky) ist eine US-amerikanische Chemikerin (Anorganische Chemie und speziell bioanorganische Chemie, metallorganische Chemie, neuartige biologisch inspirierte Katalysatoren).
Darensbourg studierte am Union College in Kentucky mit dem Bachelor-Abschluss 1963 und wurde 1967 bei Theodore L. Brown an der University of Illinois at Urbana-Champaign in anorganischer Chemie promoviert. Die Dissertation war über Kinetik von Reaktionen von Lithiumorganischen Verbindungen. Danach war sie Assistant Professor in anorganischer Chemie am Vassar College, ab 1969 Assistant Professor an der State University of New York at Buffalo und ab 1971 Assistant Professor und später Professor an der Tulane University. Ab 1982 war sie Professorin für Chemie an der Texas A&M University. Sie ist dort Distinguished Professor und Inhaberin des Davidson Lehrstuhls für Naturwissenschaften.
Darensbourg befasst sich mit Reaktionsmechanismen der anorganischen und metallorganischen Chemie, metallvermittelten Reaktionen an Donor-Liganden-Plätzen und molekularen Modellen von Katalysatoren. Sie entwickelt Katalysatoren für Bio-Brennstoffzellen mit Wasserstoff. Ein Ziel ist es teures Platin durch häufig vorkommende Elemente wie Eisen, Nickel, Schwefel zu ersetzen. Darensbourg benutzt dabei die enzymatisch aktiven Stellen von biologischen eisenhaltigen Hydrogenasen als Vorbild.
Sie befasste sich auch mit Metall-Carbonyl-Komplexen. Ab 2017 untersuchte sie bei (je nach Metall) unterschiedlichen Reaktionen katalytisch wirksame Komplexe mit Metall-Dithiolaten als Liganden.
1981 erhielt sie den Agnes Fay Morgan Research Award und 1998 den Southwest Region Award der American Chemical Society (ACS). 2013 erhielt sie die Fred Basolo Medal und 2017 den American Chemical Society Award in Organometallic Chemistry. Für 2019 erhielt sie die Willard Gibbs Medal. 1989/90 stand sie der Sektion Anorganische Chemie der American Chemical Society vor. Sie ist Mitglied der National Academy of Sciences (2017) und der American Academy of Arts and Sciences (2011).
Sie ist seit 1967 mit dem Chemieprofessor Donald J. Darensbourg verheiratet, mit dem sie auch veröffentlichte. Beide erhielten 1982 eine Professur an der Texas A&M University.
Sie ist im Herausgebergremium von Inorganic Syntheses.

## Schriften (Auswahl)
- mit Richard E. Dickerson, Harry B. Gray, Donald J. Darensbourg: Prinzipien der Chemie, 2. Auflage, Walter de Gruyter, Berlin, New York, 1988
- mit C.-H. Hsiehu.a.: Redox active iron nitrosyl units in proton reduction electrocatalysis, Nature Communications, 2014, Artikel Nr. 3684.
- mit C.-H. Hsieh u. a.: Structural and Spectroscopic Features of Mixed Valent FeIIFeI Complexes and Factors Related to the Rotated Configuration of Diiron Hydrogenase, J. Am. Chem. Soc., Band 134, 2012, S. 13089–13102.
- mit Erica J. Lyon, Xuan Zhao, Irene P. Georgakaki: The Organometallic Active Site of [Fe]hydrogenase: Models and Entatic States, Proceedings of the National Academy of Sciences of the USA, Band 100, 2003, S. 3683–3688.
- mit Jesse W. Tye, Michael B. Hall: Better than Platinum? Fuel Cells Energized by Enzymes, Proceedings of the National Academy of Sciences of the USA, Band 102, 2005, S. 16911–16912
- mit M. L. Singleton, J. H. Reibenspies: A Cyclodextrin Host/Guest Approach to a Hydrogenase Active Site Biomimetic Cavity, J. Am. Chem. Soc., Band 132, 2010, S. 8870–8871.
- mit C. H. Hsieh: A {Fe(NO)3}10 Trinitrosyliron Complex Stabilized by an N-Heterocyclic Carbene and the Cationic and Neutral {Fe(NO)2}9/10 Products of Its NO Release, J. Am. Chem. Soc., Band 132, 2010, S. 14118–14125.
- mit Randara Pulukkody, Rachel B. Chupik, Steven K. Montalvo, Sarosh Khan, Nattamai Bhuvanesh, Soon-Mi Lim: Toward Biocompatible Dinitrosyl Iron Complexes: Sugar-Appended Thiolates, Chemical Communications, Band 53, 2017, S. 1180–1183
- mit Zhao Tiankun, Pokhraj Ghosh, Zachary Martinez, Xufeng Liu, Xianggao Meng: Discrete Air-Stable Nickel(II)-Palladium(II) Complexes as Catalysts for Suzuki-Miyaura Reaction, Organometallics, Band 36, 2017, S. 1822–1827.
- mit Pokhraj Ghosh, Manuel Quiroz, Ning Wang, Nattamai Bhuvanesh: Complex of as platform for exploring cooperative heterobimetallic effects in HER electro catalysis, Dalton Transactions, Band 46, 2017, S. 5617–5624.